# Kraljevska strelicija
Kraljevska strelicija (Rajska ptica cvijet, lat. Strelitzia reginae) jedna je od pet vrsta biljaka iz roda Strelitzia, porodica strelicijevki (Strelitziaceae). Autohtona je u Južnoafričkoj Republici, odakle je uvezena u Srednju Ameriku i Bangladeš.

## Podvrste
- Strelitzia reginae subsp. mzimvubuensis van Jaarsv.
- Strelitzia reginae subsp. reginae

## Sinonimi
- Heliconia bihai J.F.Mill., nom. illeg.
- Strelitzia regalis Salisb., nom. illeg.
- Strelitzia reginae subsp. latifolia Maire & Weiller,  publ. nije validna

## Vanjske poveznice
|  | Zajednički poslužitelj ima još gradiva o temi Strelitzia reginae |
|  | Wikivrste imaju podatke o taksonu Strelitzia reginae             |